# Nefertiti
Nefertiti (c. 1370. pr. Kr. - c. 1330. pr. Kr.) je bila supruga egipatskog faraona Amenhotepa IV.

## Uvod
Legenda kaže da Egipat nije iznjedrio takvu ljepotu, samo njezino ime znači, „Savršena“, njezino je lice krasilo hramove diljem zemlje, no ipak je isčezla s povijesne scene, poput fatamorgane. Jedna egiptologinja je došla do čudesnog otkrića. U Dolini kraljeva, u jednoj prašnjavoj grobnici, ležala su 3 tijela. Prema dr. Joann Fletcher, jedna od njih je, ni manje ni više, izgubljena kraljica Nefertiti. Da bi se to potvrdilo potrebno je krenuti na putovanje od 3000.god. unatrag. Polako nam se otkriva priča božice na zemlji, tragična priča o moći, ljubavi, izdaji, a možda čak i ubojstvu. 
Egipatska Knjiga mrtvih, govori o stravičnom uroku, ako je mumija osakaćena, bogovi je ne mogu prepoznati. Ne može se otputiti u zagrobni život, i zarobljena je između svijeta mrtvih i živih. Takva je mumija ležala zaboravljena 3000.god. u Dolini kraljeva. Postavlja se pitanje tko je ona, i zašto je prokleta. 1912. godine u pješčanim dinama egipatske pustinje, njemački su arheolozi pronašli relikviju, poprsje zaboravljene kraljice. Taj je zadivljujući nalaz sada, uzor ljepote diljem svijeta, ali njezin život je još uvijek zagonetka. Ime Nefertiti se često prevodi kao „Prelijepa je došla“. Na mnoge se načine postavila na pijedestal savršena kraljevske ličnosti, a ljepota nije nikako sve što je krasilo tu posebnu ženu. Nefertiti je jedna od najčudesnijih ženskih ličnosti, u povijesti Egipta. Bilo je mnogo važnih kraljica, ali među svima njima, Nefertiti se zbilja ističe kao netko vrlo poseban. Kažu da nitko nije nadmašio Nefertitinu moć. Odrasla je u haremu, udala se za faraona, rodila šestero djece, i suprevodila revoluciju koja je zauvijek promijenila Egipat. S mužem je izvela narod iz staroga glavnog grada i sagradila zapanjujući grad u srcu pustinje. Za neke je bila religijski fanatik, urotnica, izdajica. Drugi su u njoj vidjeli junakinju koja je podnijela najveću žrtvu kako bi spasila svoju zemlju. Bila je kraljica zagonetki, kraljica magije, kraljica ljubavi, kraljica ljubomore, kraljica osvete.
Zahi Hawass, ravnatelj vijeća za starine: „Nefertiti je najznačajnija kraljica Egipta. Nefertitina sudbina je jedna od najvećih nerješenih zagonetki Egipta. Identificirati mumiju kao kraljicu Nefertiti je vrlo značajan nalaz“. Dr. Kent Weeks, egiptolog: „Nemamo dokaza, nedostaju nam bilo kakvi nalazi iz toga razdoblja. U osnovi se sve svodi na nagađanje. Malo toga je očuvano iz vremena Nefertiti“. 

## Mumija
Pomoću ulomaka iz napisa i do nedavno viđenih slika, moguće je sastaviti novi portret legendarne kraljice. Prvi trag je u Dolini kraljeva. Tu je nekoliko stoljeća nakon Nefertitine smrti grobnica opljačkana a mumija oskvrnavljena i svi znakovi porijekla i moći su uklonjeni. Čak je skinuta i perika s glave. I na koncu najveće oskvrnuće, smrskano lice, čime nije samo izbrisana njena ljepota, nego i njen identitet, čime joj je onemogućen prijelaz u zagrobni život, a to je bilo gore od smrti za stare Egipćane. Među blagom Muzeja Kaira nalazi se stara perika. dr. Joann Fletcher: „Neka usavršavanja omogućuju podrobnije preglede pa primijetite stvari koje biste inače smatrali nebitnim, trivijalnima. Mene privlače detealji koje su drugi previdjeli. Perika je kao otisak prsta, govori kada je izrađena i za koga“. U muzeju je nubijska perika. Nubijsku frizuru su uglavnom nosile žena kraljevskog roda između 1400. i 1300. godine pr. Kr. Slikovni dokazi prikazuju Nefertiti kako nosi periku upravo poput takve. 
1898.god. Francuz Victor Loret, počeo je iskopavati grobnicu tisućama godina zapečaćenu. Duboko pod zemljom našao je tajnu komoru, a unutra su bile tri mumije. Jedna je bila oskvrnjena, a pokraj nje je pronašao periku. Stoljeće nakon Loreta, grobnica je ponovno otvorena. Nalazi se 650 km južno od Kaira, na području faraonskih grobnica. Na putu do Doline kraljeva, prolazi se kroz Memnonove Kolose (slika lijevo), spomenika kraj kojeg je i sama Nefertiti prolazila. Ti impozantni spomenici stoje uz put koji vodi do Doline kraljeva, u grobnicu Amenhotepa III. U 7h ujutro, temperatura u Dolini kraljeva je već na +50ºC. Tijekom 5 stoljeća, ovdje su pokapani svi egipatski kraljevi. Dolina je premrežena grobnicama. Mumije su u grobnici pod imenom KV35. To je najdublja i najspektakularnija grobnica u Dolini, ima 4 pokrajnje komore. U jednoj od njih nalazi se izgubljena mumija. Grobnicu su koristili svećenici, za smještaj mumija čije su grobnice opljačkane. Duboka slivna jama na ulazu bila je smrtonosna zamka za pljačkaše.  Dr. Zahi Hawass, vodeći egipatski lovac na mumije: „Mumije vam zarobe srce. Tajnovite su i čarobne. Kad izgovorite riječ mumija, naježi se svako dijete i odrastao čovjek, jer mumije su magične“. Hawass je dao odobrenje za otvaranje grobnice. Unutra su još uvijek bile tri mumije, i sve tri su bile odmotane. To je veliki problem pri identifikaciji, jer su imena obično napisana na zavojima. 
Mumifikacija je bila izvrsno izvedena. Jedna mumija je starica, druga mladić, a treća kako se vjeruje kraljica Nefertiti. Vizualno, mumija je jako podsjećala na poprsje kraljice Nefertiti. Dug vrat je jedan nalaz, zatim trake oko glave. Ispod velike krune, glava Nefertiti je bila obrijana, radi zaštite od ušiju, bolesti i egipatskih vrućina. Moguće je da je nosila nešto prilično usko, a jer nema prirodne kose, jer je obrijana, to je možda bila visoka pripijena kruna. Definitivno je ova osoba nosila nešto pripijeno kad su je pripremali za kraljevski pokop. Još se jedna osobitost pojavljuje na slikama, reljefima Nefertiti, a to je dvostruki urez na uhu, ili piercing. A mumija ima isto tako dvostruki ures na lijevom uhu. A do sada nije poznat ni jedan primjer dvostrukog uresa uha iz doba faraonskog Egipta. A ovu osobu je netko toliko mrzio da joj je nakon smrti smrskao usta tupim predmetom. Nakon Nefertitine smrti svi prikazi njenog postojanja su uništeni, oskvrnjeni, tako da se i smrskana usta slažu s tim uzorkom. Nakit se nije nalazio oko usta da bi smetao pljačkašima, nego je netko htio ostaviti snažnu poruku. Ostale mumije su isto dokazi, to bi mogli biti Nefertitini rođaci po mužu, brat i majka njezinog muža Ehnatona. Za egiptologe nema nikakve sumnje da su to članovi kraljevske obitelji, najvjerojatnije Ehnatonovi.

## Dolazak na vlast Nefertiti i Ehnatona
Na zapadnoj obali Nila, u ruševinama Malqatte, u tom nekoć raskošnom mjestu, Nefertiti je možda provela djetinjstvo. Izvorne obojene zidne slike stare 3500.godina još uvijek izgledaju kao nove, a to je ukras kojeg su vidjeli svi kraljevi Amarne; Amenhotep, Ehnaton, Tutankamon, i naravno Nefertiti. Na vrhuncu moći, Malqatta je bila najveličanstvenija palača starog Egipta, dom faraona. Nefertiti je odrasla u tom golemom kompleksu s više od 500 priležnica i konkubina, u ogromnom haremu Amenhotepa III., jednog od egipatskih najvećih faraona. Možda je njegova glavna žena, silna kraljica Tija, iz tog harema izabrala ženu za svojega sina. 
Bez sumnje imala je velik utjecaj na sinov izbor žene i ne bi izabrala bilo koga. Nefertiti je bila „ubrana“ i „uzgojena“ za to ulogu. Odnos između kraljice Tije i Nefertiti možda objašnjava njihov položaj u grobnici. Najstariji sin kraljice Tije, Tutmozis, položen između dviju mumija, imao je važnu ulogu u Nefertitinom djetinjstvu. Tutmozis, nasljednik prijestolja, umro je mlad, i igrom sudbine, Nefertiti i Ehnaton su preuzeli položaj vladara Egipta.

## Hram Karnak - početak revolucije
Od dana njihove krunidbe, napetost je rasla među visokim svećenstvom, čuvarima egipatskog najznačajnijeg boga. To je bio kult Amona, a snagom izazov i samim faraonima. Oni su bili tradicionalna elita, konzervativni, uglavnom muškarci, koji su znali što hoće, i bili su jako bogati. Zaklet da će ih ukrotiti, kraljevski par je premjestio događanja u srce snage Amonova kulta, u hram u Karnaku. Podignut u starome glavnom gradu, Tebi, Karnak je možda najspektakularniji hramski kompleks ikad izgrađen.                                                                                       
Dnevni svećenički obredi pročišćenja, pomagali su održati red u cijelom svemiru. Taj izrazito važan koncept, stari Egipćani su zvali „maat“. U biti to je ispravan način postupanja, pravi put, istina, pravda, sloboda, sve ono što smatramo dobrim.  dr. Kent Weeks, egiptolog: „Alternativa je kaos. Strah, opasnost, smrt, mučenje i vrućina pustinje. Sve su mu te neugodnosti antiteza. Cijeli smisao obreda u starom Egiptu svodi se na održanje „maata“, ispravnog poretka“. Samo središte uređenog kozmosa leži unutar samoga hrama, gdje, u sredini hodnika, dugog 400m prebiva sam bog Amon, skriven u tami. U Karnaku leže mnogi dokazi sukoba koji je rascjepio Egipat, dokazi sudara ideja u kojemu je Nefertiti imala vodeću ulogu. Karnak je bio građen naraštajima. 
S vremenom se ustalio običaj da svaki faraon posveti još nekoliko hramova Amonu. Ehnaton i njegova žena odmaknuli su se od tradicije i prepustili Karnak „kaosu“. Pilon, tradicionalni ulazni toranj, koji je ujedno služio i kao zvjezdarnica, iz kojih su svećenici pratili zvijezde, putanja planeta, i određivali točno kada treba izvoditi svete obrede koji su bili toliko bitni za održanje države. To je mjesto gdje je započela revolucija. Novi faraonski par je počeo štovati novo vrhunsko biće, boga sunca, Atona. Proglasivši sebe, Atonovim vrhunskim svećenicima, kralj i kraljica zakleli su se da će uzeti moć svećenicima Amona. U idućih nekoliko godina, spomenici koje su podigli Atonu, nadvisili su stare hramove Karnaka.

## Amonovo svećenstvo
Amonovim svećenicima, čiji su bogovi i obredi bili obavijeni tamom, Atonovi hramovi su bili svetogrđe. Atonovih hramova danas više nema, ali potres je otkrio blokove od kojih su bili izgrađeni, skriveni tisućama godina unutar ogromnog pilona. Na rijetko viđenim blokovima, koji se mogu pogledat uz posebno dopuštenje, jedan reljef prikazuje prizor iz revolucije. Prikazi Nefertiti su nenadmašni. Mnogobrojni prikazi potvrđuju da je bila silno značajna žena. Prikazi potvrđuju da je Nefertiti imala odlučujuću ulogu u izgradnji Sunčevih hramova Atonu. Ti pusti reljefi bili su upotrebljeni kao građevinski materijal, što je apsurd. Vrhovni svećenik Amona je vidio u Sunčevim hramovima svetogrđe i prijetnju vlastitoj moći. Oko pete kraljevske godine, kad je Ehnaton vladao 5.god., postoji dio teksta koji neizravno govori o njegovim zlim slutnjama. Možda je postojao neki plan, neka zavjera. Svećenicima je bilo dosta. Kako bi onemogućio zavjeru, kraljevski se par odlučio za radikalan potez. Odlučili su napustiti Tebu, višestoljetni glavni grad. 

## Amarna - nova prijestolnica
„Nadahnut“ vizijom svoga boga Atona, Ehnaton je krenuo u pustinju, da potraži mjesto za svoj novi glavni grad, koji će biti utočište daleko od neprijatelja, i središte iz kojeg će pokrenuti revoluciju. Revoluciju, koja je pretvorila Nefertiti u najmoćniju ženu na svijetu. To mjesto je 320km sjeverno od Tebe, danas se zove Amarna. Ehnaton je odabrao jedno od najudaljenijih i najnegostoljubljivijih područja u Egiptu, navodno jer ga je njegov otac, Aton, tako uputio. 
Mjesto i danas izgleda približno isto kao i kad ga je Ehnaton ugledao prije 3000.god., vide se i hridi koje je protumačio kao znak da je pronašao pravo mjesto. Hridi imaju oblik hijeroglifa koji predstavlja horizont. Određenih dana u godini Sunce kao da se rađa među dvjema planinama stoga izgleda kao savršeno mjesto za grad posvećen suncu. Ehnaton je s Nefertiti počeo planirati grad, bez premca u povijesti Egipta, koji je i s rasterom ulica i položajem hramova bio određen za štovanje boga sunca. Tisuće ljudi su slijedili faraona i njegovu ženu u pustinju. Zapravo, nisu imali izbora, jer posao je gdje je faraon. Zidari i majstori su dolazili izgraditi novi grad, preobraćenici štovati novog boga, a oportunisti iskoristiti mogućnosti novog područja, ništa se ni danas nije promijenilo. 
Izgrađena brzinom munje, za nekoliko godina, Amarna je jedno od prvih planiranih naselja u povijesti. Kraljevski par dočekan je odobravanjem podanika, kojih je bilo 50 000. Kao znak novog doba, čini se da su bili prigrlili neformalnost kakvu plemstvo još nikada nije pokazivalo. Odmaknuti od tradicije, novi par je bio odlučan u stvaranju novog Egipta. Zemlja je bila na rubu prevrata. Do pete godine su odbacili tradicionalne bogove, i jednostavno ih zamijenili samim sobom. Jedini način da se dođe do bogova, do Atona, bio je kroz kraljevsku obitelj. Morali su ih štovat, a oni su zauzvrat prenosili dobre želje Atonu. U ruševinama Amarne su svjedočanstva o Nefertitinom životu. Stare slike prikazuju sretnu obitelj u igri s kćerima. Zaljubljeni par, kraljica uvijek uz kralja. Stil nikad nije bio tako naturalistički, tako prirodan, što je velika promjena za stari Egipat. Iz Amarne potječe najpoznatija slika koja prikazuje Nefertiti. No, pitanje je koliko realistično je to poprsje. 

## Nefertitina neovisnost
U jednoj plemenitaškoj grobnici, ispod ruševina grada, postoje slike svjedočanstva Nefertitinog života. Na hijeroglifima se da pročitati i vidjeti na slikama da je sama Nefertiti vozila svoju konjsku zapregu. To je sigurno bio prizor koji je uzdrmao stari poredak Egipta, kraljica se natječe s kraljem, nezamislivo. To je još jedan od dokaza da je Nefertiti vladala iza prijestolja.  dr. Kent Weeks, egiptolog: „Za razliku od drugih kraljica starog Egipta, ona je imala važnu ulogu na dvoru, i doista su ona i njezin muž često prikazivani i opisani kao jednaki“. dr. Zahi Hawass, ravnatelj vijeća za starine: „Neki prikazi Nefertiti idu još dalje. Ona preuzima ovlasti samog faraona. U jednom prikazu obara neprijatelja, a samo kraljevi smiju oboriti neprijatelja, tj. odrubiti glavu, kraljica nikada. To je svojstvo kralja“. Nefertiti je platila visoku cijenu svoje neovisnosti. 

## Vjerska kriza
Dokazi o vjerskoj krizi se nalaze na slikama. Postrojbe muškaraca u trku, najvjerojatnije vojnika, imaju cijeli arsenal oružja, sjekire, koplja, štitove, lukove i strijele. Kraljevski par okružen tolikim vojnicima, takvo nešto nije nikad bilo ranije prikazano. Čini se da kralj u gradu i nije bio toliko popularan, stoga je morao imati toliko vojnih postrojbi. Tako da je predođba sretne obitelji zapravo bila samo prividna slika za javnost. Iako je Amarna izgrađena kao utopija, imala je tamniju svrhu, okružena hridima s 3 strane, i Nilom s četvrte, Amarna je citadela. Iz te utvrde, kraljevski par je započeo revoluciju. 
Prvi na meti su bili Amonovi svećenici. Kako bi platili gradnju Amarne, i podmirili dugove, Nefertiti i Ehnaton su opljačkali hramove Karnaka. Tisuće svećenika izbačeno je bilo iz službe. Potresni val širio se diljem Egipta. Tradicionalno srce svake zajednice bio je hram. Oni su bili zatvoreni, nezaposlenost ogromna, ali kralja se jednostavno nije javno kritiziralo. Ono što je počelo utopijom, pretvorilo se u strahovladu. Stari bogovi brutalno su odbačeni, zbog novog kulta Atona. Zabranivši tisuće godina tradicije, Ehnaton i Nefertiti izazvali su vjersku krizu u Egiptu. Ehnaton je narodu oduzeo vjerski sustav, a zauzvrat im nije dao ništa stvarno, opipljivo. Zanimljivo je da se upravo u to vrijeme ljude počelo prikazivati ne samo kako se klanjaju kraljevskoj obitelji, nego kako i na trbuhu puzu po zemlji, i to je bila uznemirujuća promjena. Egipat je posrnuo u ekonomsku krizu i masovne društvene nerede. Budući da je vojska smirivala unutrašnje nemire, granice Egipta su bile nezaštićene. Pločice pronađene u pijesku, upućene Ehnatonu, otkrivaju da se zemlja bližila katastrofi. No, Ehnaton neumoljivo nastavlja preobrazbu Egipta, bez obzira na cijenu. 
Ehnaton je bio užasan političar, no Nefertiti je bila pragmatična i najvjerojatnije joj se oglasilo zvono za uzbunu. Nefertiti se suočila s vlastitiom opasnošću, suparnicom koja je prijetila njezinom položaju u kraljevskoj obitelji. Nefertiti je Ehnatonu rodila 6 kćeri, ali jedna od drugih žena, imenom Kiya, dala je faraonu ono što je stvarno želio, a to je sin, budući kralj Tutankamon. Ipak, čini se da je vrijeme Kiye kao faraonove miljenice kratko trajalo. U 11 god. Ehnatonove vladavine gubi joj se trag u zapisima. Nitko ne zna zašto. Neki misle da je postala žrtvom ljubomorne Nefertiti.

## Nefertiti - najmoćnija žena na svijetu
Ispod slike divne obiteljske zajednice, ležalo je nešto mnogo izopačenije i mračnije nego što se mislilo ranije. Znala je točno što radi i kako će postići svoje ciljeve. Nefertitina sposobnost da manipulira događajima u svoju korist možda je potvrđena godinu dana nakon nestanka Kiye. Njezin odgovor na krizu došao je na vrijeme. U 12. god. Ehnatonove vladavine, dok je Egipat plesao na rubu sloma, u Amarni se dogodio nevjerojatan događaj, ogromna javna svečanost, zvana „durbar“, a možda ju je isplanirala sama Nefertiti, kako bi uvjerila ljude da je sve u redu. Prizor te svečanosti je bio nevjerojatan, jer Nefertiti je sjedila uz svog muža kao suvladar, kao potpuno jednaka. U tom trenutku je bila najmoćnija žena na svijetu. Ali taj slavodobitni trenutak pomrsila je tragedija.  
Smrtonosna bolest (pretpostavlja se da je riječ o kugi) proširila se gradom i dospjela do samog srca palače, jer je ubila jednu od voljenih Nefertitinih kćeri. U 14. godini sama Nefertiti više se ne pojavljuje u zapisima. Neki egiptolozi misle da je umrla od kuge. Drugi misle da je vlast preuzeo muški suparnik, imenom Smenkhare, čije je ime zamijenilo njezino u zapisima. Ta zagonetna ličnost je postala Ehnatonov suvladar, i nasljedila ga kao idući egipatski faraon. Neki vjeruju da kostur u Muzeju u Kairu pripada Smenkahareu. No sada mnogi egiptolozi misle da je ime Smenkahare drugo ime za Nefertiti. Na pitanje da li je egipatska kraljica preživjela i zavladala Egiptom kao faraon Smenkahare, treba potvrditi da je mumija u KV35 zaista ženski faraon.

## Identifikacija mumije
Prof. Don Brothwell, stručnjak za ljudske posmrtne ostatke, okupio je ekipu stručnjaka, koja je prijenosnim rendgenom pregledala mumiju. To je za sada najsofisticiraniji uređaj, koji za nekoliko sekunda stvara digitalne slike. Nefertiti dijeli ime s posebno oblikovanim perlama, zvane Nefer perle, koje je nosilo plemstvo iz Amarne, i nađene su u tijelu mumije, a to znači da je mumija definitivno visokog položaja. Zanimljivo je i da mumija još ima mozak. Jer mozak se tradicionalno uklanjao pri mumifikaciji, ali su Nefertitini neposredni preci prestali s tim običajem, i dali očuvati mozgove.  dr. Stephen Buckley, Sveučilište York, stručnjak za mumifikaciju: „Tzv. efekt snježnih pahuljica je svojstven 18.dinastiji, i to s vrlo visokom kvalitetom balzamiranja, i sačuvanim mozgom, potvrđuje da se radi o mumiji s kraja 18.dinastije, a Nefertiti je baš živjela u tom razdoblju“. Rendgenom je ustanovljeno da je mumija ipak starija, procjena je da je imala od 25, najviše 35 god. Mumija ima ravan rez posred usta, od oštrice. Na rebrima, pak, se uočava rez od 12cm. To je dokaz da je mumija bila kraljevskog podrijetla i zavoji koje su pljačkaši rastrgali i bacili sa strane, a takva tkanina se upotrebljavala samo za kraljeve. Prije 100.god. mumija je nađena sa savijenom desnom rukom, a nakon nekog vremena je zamijenjena ravnom rukom, ali pronađena je desna ruka koja je bila u zavojima, i doista pripada mumiji, a savijena desna ruka je simbol faraona. Otkriće podržava teoriju da je Nefertiti nadživjela muža, i da je preuzela prijestolje kao jedini faraon.
Ehnaton je umro u 17.god. vladavine. Uzrok smrti je nepoznat. Važnije je znati tko ga je pokopao.  Grobnica je 6,5km od Amarne, licem prema izlazećem suncu. Kao jedina nasljednica, samo je Nefertiti mogla predvoditi obred „otvaranja usta“ koji mu je davao besmrtnost. Povijest kaže da je Nefertiti već bila pokopana u toj grobnice, no dokazi govore suprotno jer mjesto gdje je trebala biti pokopana Nefertiti je nedovršeno, potpuno ne dorađeno da je malo vjerojatnost da je tu i bila pokopana. No, Ehnaton jest. Dokaz da ga je Nefertiti pokopala pojavljuje se na Ehnatonovom sarkofagu u Muzeju Kaira. Prikazana kako stoji na svakom kutu sarkofaga ispruženih ruku, u zaštitničkoj pozi. Očito je bila odabrana da zamijeni tradicionalnu boginju i samo ona je mogla zaštititi dušu kralja u zagrobnom životu. Kraljica je najednom postala boginja, faraon, ali smrt njezinog muža označila je kraj revolucije.

## Vladavina faraonke
Carstvo je plesalo na granici urušavanja. Kako bi spasila Egipat, Nefertiti je okrenula leđa svemu što je voljela, pa čak i svome bogu. Nefertiti je nasljedila carstvo u procesu raspadanja i ubrzo je preuzela vodstvo. Prvo zaštićuje sebe te svoju dinastiju. Tako da je udala svoju kćer Ankesenamonu za posinka Tutankamona.  
Događaji nakon toga ostaju nezabilježeni, ali odgovor možda postoji. Pretpostavlja se da je Nefertiti napustila Amarnu i sa sarkofagom Eknatona otišla u Tebu, odakle je lakše mogla upravljati carstvom i uvesti red u državu. Nova religija koju je bila započela s mužem bila je mrtva. Muža je trebala pokopati po starim običajima i tom gestom umiriti stare neprijatelje, Amonove svećenike. Možda je i nanovo otvorila hram Karnaka, i ponovno postavila Amonove svećenike. To je bio diplomatski potez s kojim je stare neprijatelje pretvorila u saveznike. Tragovi Nefertitine odlučnosti još žive u Karnaku. Kipovi prikazuju Tutankamona i njegovu ženu Ankesenamonu, kao tradicionalne bogove, možda ih je Nefertiti poučila starim načinima i običajima. Ali kaos kojeg su Nefertiti i njezin muž donijeli, nije bilo lako zaboraviti, ni oprostiti. Vjerojatno je Nefertiti vladala u Tebi do svoje smrti, otprilike godinu dana kasnije. Može samo nagađati kako je umrla. Prljavom igrom, ili od ruke Amonovih svećenika. Možda su je potajno otpisali ljudi kojima je bilo u interesu izbrisati svake tragove dinastije iz Amarne. Ne zna se što se dogodilo Nefertiti, jer ono što je zapisano jest da se spominje trogodišnja vladavina Ehnatonovog nasljednika, ali što se poslije dogodilo, poput mnogo toga iz Amarne, ostaje tajna. 

## Nefertitina smrt
Stručnjaci koji su istraživali mumiju, pokušali su simulirati ozljede, rane pronađene na mumiji tako što su napravili eksperiment na svježoj i vakumiziranoj svinji. Zanimljivo je da se rana od oštrice ispod rebara može vidjeti samo na svježoj svinji, a ne na vakumiziranoj, tj. svinji iz koje je izvučena sva vlaga, i imitira mumiju, do nje nož uopće ne može prodrijeti. To potvrđuje da kad je rez nastao, tijelo je bilo svježe.  prof. Don Brothwell: „Najvjerojatnije se radi o ubojstvu, jer rana na rebrima je sigurno nastala prije smrti, dok za onu na licu nisam siguran. U svakom slučaju, ni jednu ranu nije mogla preživjeti“. dr. Zahi Hawass: „DNK danas ne daje točne podatke o mumijama, znanstvenici će još uvijek raditi na tome. Kažu da ćemo s godinama moći raditi više toga, da se unaprijede DNA metode. A to je ono što ja čekam. Mislim da je ipak identifikacija treće mumije, nagađanje“. 

## Rekonstrukcija lica
Zadnji pak dokaz, jest Nefertitino poprsje. Pitanje je da li će rekonstrukcija lica mumije nalikovati poprsju. Na 3D prikaz lubanje, nanose se kompjuterski tkivo i meso. Metoda ima značajne prednosti pred staromodnom, tj. rekonstrukcijom pomoću gline. Jer kad se radi s glinom, svaki put se dobije malo drukčije lice, što nije slučaj s kompjuterom. Po završetku, lice ide grafičkom dizajneru na završnu obradu. Na kraju, rezultat je bio zapanjujući, sličnost je bila zastrašujuća, jer 3D kompjuterski prikaz lica izgleda potpuno jednako s poprsjem Nefertiti.

## Zaključak
Nefertiti je vodila poseban život. Djevojčica-nevjesta, kraljica, božica na zemlji, faraonka, heretik. Revolucionarka koja je pokušala preobraziti Egipat, ali nije uspjela, nego je bacila svoju zemlju u vrtlog koji je možda doveo do njezine smrti. Amarna je nakon njene smrti rastavljena kamen po kamen. Svi hramovi koje je podigla pretvoreni su u prah. Nefertiti i dalje ostaje velika enigma egipatske povijesti, jer netko se dobro potrudio izbrisati svaki trag njezinog postojanja i vladanja. No ipak, pronađena mumija uz nova dostignuća znanosti, mogla bi se uskoro i sa sto postotnom sigurnošću identificirati kao slavna kraljica Nefertiti.

## Vanjske poveznice
|  | Zajednički poslužitelj ima još gradiva o temi Nefertiti |